# RMGDN
RMGDN è un singolo del gruppo musicale norvegese Shining, pubblicato il 19 aprile 2010 come terzo estratto dal quinto album in studio Blackjazz.

## Descrizione
Il brano è stato originariamente incluso nella sola edizione in vinile di Blackjazz, nel quale rappresenta la traccia di chiusura.

## Tracce
1. RMGDN – 12:29

## Formazione
Gruppo
- Munkeby – voce, chitarra e sassofono, tastiera, aerofoni, sintetizzatore, FX e programmazione aggiuntive
- Lofthus – batteria
- Kreken – basso
- Moen – tastiera, sintetizzatore
- Hermansen – chitarra

Produzione
- Munkeby – produzione, registrazione
- Sean Beavan – missaggio
- Tom Baker – mastering
- Espen Høydalsvik – registrazione
- Johnny Skalleberg – registrazione
- Lars Voldsdal – registrazione